# Alexandre Micha
Alexandre Micha, né le 10 avril 1905 à Montélimar et mort le 31 janvier 2007 à La Verrière, est un enseignant français, professeur des universités, médiéviste, spécialiste de littérature française du Moyen Âge.

## Biographie
Alexandre Micha grandit dans une famille de musiciens. Il épouse le 30 octobre 1933 Berthe Rapp dont il a quatre enfants, Françoise, Philippe, Hugues et Anne, qui tous les quatre choisissent l’enseignement. Après des études secondaires à Montélimar et des études supérieures à Lyon, il passe grâce à une bourse l’agrégation de lettres. Reçu en 1929, il est professeur au collège de Perpignan (1926-1927), au lycée de Bourg-en-Bresse (1929-1930), au lycée Lamartine de Mâcon (1931-1933), au lycée du Parc à Lyon (1933-1946), où il a pour ami Vladimir Jankélévitch.
Tout en enseignant, il prépare ses thèses de doctorat sur La tradition manuscrite des romans de Chrétien de Troyes (Droz, 1939) et Prolégomènes à une édition de Cligès (Droz, 1939), qu’il soutient en avril 1939.
Nommé d’abord à l’université de Caen en 1946-1948, il la quitte pour celle de Strasbourg où il occupe pendant dix ans, de 1948 à 1958, la chaire de langue et de littérature françaises du Moyen Âge et de la Renaissance. Il revient à Caen pour diriger, de 1958 à 1964, le Collège universitaire littéraire de Rouen, qui devient en 1964, sous son impulsion, la Faculté des lettres de la nouvelle Académie de Rouen. Ensuite, avec le germaniste Pierre Grappin, le dix-huitiémiste Paul Vernière, le latiniste Jean Beaujeu et le psychologue Didier Anzieu, il fait partie, en 1964, du groupe de professeurs qui créent la Faculté des lettres de Nanterre. 
De 1967 à 1975, il enseigne à l’École normale supérieure de Saint-Cloud dont il préside aussi le concours d’entrée. Il est élu en juillet 1969 à l'Université de la Sorbonne, pour occuper la chaire d’histoire de la littérature française du Moyen Âge ; il y achève sa carrière en septembre 1975. Commence alors pour lui une autre période de sa vie, très féconde en livres et en articles.
Pendant douze ans, il dirige, aux éditions Droz, la collection des Publications romanes et françaises. Il est vice-président de la section française de la Société internationale arthurienne. Il reçoit en 1987 le prix Excalibur pour l’ensemble de son œuvre, et on lui offre des « Mélanges » à deux reprises, pour ses soixante-dix ans et ses quatre-vingt-dix ans.
Il organise en 1954, à Strasbourg, avec le germaniste Jean Fourquet, un colloque sur les romans du Graal qui réunit des spécialistes tels que Mario Roques, Jean Frappier, Maurice Delbouille, William Roach, Paul Zumthor, Wilhelm Kellermann (de), Bodo Mergell (de), Roger Sherman Loomis, Jean Marx. Les actes de ce colloque sont publiés sous le titre Les romans du Graal aux XIIe et XIIIe siècles. Strasbourg, 29 mars-3 avril 1954 (Éd. du CNRS, 1956).
Alexandre Micha meurt à La Verrière le 31 janvier 2007 à l'âge de 101 ans,.

## Œuvres
- Prolégomènes à une édition de Cligès, Paris, Les Belles lettres, 1938, 66 p. (édition de sa thèse de doctorat).
- La tradition manuscrite des romans de Chrétien de Troyes, Paris, E. Droz, 1939[5].
- Verlaine et les poètes symbolistes. Avec une notice biographique, une notice historique et littéraire, des notes explicatives, des jugements, un questionnaire et des sujets de devoirs, Paris, Larousse (coll. « Classiques Larousse », 1943, 108 p.
- « Raoul de Houdenc est-il l'auteur du Songe de Paradis et de la Vengeance Raguidel ? », Romania, vol. 68, no 271,‎ 1944-1945, p. 316-360 (lire en ligne ).
- Enéas et Cligès, Paris, Les Belles-Lettres, 1949.
- « Les Sources de la "Vulgate" du Merlin », Le Moyen Âge, nos 3-4,‎ 1952, p. 299-345.
- « La sensibilité de Montaigne », dans Mélanges de linguistique et de littérature romanes à la mémoire d'Istvan Frank, Sarrebruck, Universitât des Saarlandes, coll. « Annales Universitatis Saraviensis » (no 6), 1957, p. 429-438.
- Les romans de Chrétien de Troyes, édités d'après la copie de Guiot (Bibl. nat., fr. 794), Paris, Honoré Champion, 1957.
- « Lancelot au verger de Cobernic : pour l'étude du Lancelot en prose », Le Moyen Âge,‎ 1963, p. 381-390.
- Le singulier Montaigne, Paris, A. G. Nizet, 1964, 230 p. ; réédition en 1973.
- (de) avec Karl Langosch, D'Arco Silvio Avalle et Gianfranco Folena : Überlieferungsgeschichte der franzôsischen Literatur des Mittelalters, Zûrich, Atlantis Verlag, 1964, 844 p.
- La Tradition manuscrite des romans de Chrétien de Troyes, Genève, Droz, 1966.
- De la chanson de geste au roman : études de littérature médiévale offertes par ses amis, élèves et collègues, Genève, Droz, 1976, XVI-538 p.[6].
- Lancelot : roman en prose du XIIIe siècle : èdition critique avec introduction et notes, Genève, Librairie Droz (coll. « Textes littéraires français », no  315), 1978-1983, 9 vol.[7]

tomes I-III : Du deuxième voyage en Sorebois à l'Agravain ; tome IV : D'une aventure d'Agravain jusqu'à la fin de la quête de Lancelot par Gauvain et ses compagnons ; tome V : De la quête d'Hector par Lancelot au retour de Gauvain et de ses compagnons à la cour ; tome VI : Du retour de Gauvain et de ses compagnons à la cour de Pentecôte jusqu'à la fin du roman ; tome VII : Du début du roman jusqu'à la capture de Lancelot par la Dame de Malohaut ; tome VIII : De la guerre de Galehot contre Arthur au deuxième voyage en Sorelois ; tome IX : Index des noms propres et des anonymes ; index des thèmes, des motifs et des situations ; glossaire.
- L'influence du Merlin de Robert de Boron, Strasbourg, C. Klincksieck, 1978.
- Cligès ou les folles journées, Liège, Université de Liège, 1978.
- (de) « Wer lacht ûber Lancelot? Zur Interpretation des Motivs der Demoiselle tentatrice bei Chrétien de Troyes und im Prosa-Lancelot », Romanistisches Jahrbuch, no 33,‎ 1982, p. 85-96.
- Étude sur le "Merlin" de Robert de Boron : Roman du XIIIe siècle, Genève, Droz, 1980[9].
- Lancelot : roman du XIIIe siècle, texte choisi et présenté par Alexandre Micha, Paris, Union générale d'édition, 1983-1984.
- L'inspiration religieuse dans le "Lancelot", Göttingen, Kümmerle Verlag, 1984.
- Essais sur le cycle du Lancelot-Graal, Genève, Droz, 1987[10].
- Marie de France : Lais. Texte présenté et traduit par Alexandre Micha, Paris, Flammarion, 1994.